# Gare de Kemzeke
La gare de Kemzeke est une ancienne gare ferroviaire belge de la ligne 77, de Saint-Gilles-Waes à Zelzate située à Kemzeke, section de la commune de Stekene, dans la province de Flandre-Orientale en Région flamande.
Mise en service en 1873, elle ferme aux voyageurs en 1952 et aux marchandises en 1970.

## Situation ferroviaire
Établie à 8 m d'altitude, la gare de Kemzeke était située au point kilométrique (PK) 4.4 de la ligne 77, de Saint-Gilles-Waes à Zelzate, via Moerbeke-Waes entre la bifurcation de Saint-Gilles-Waes et la gare de Stekene.

## Histoire
La halte Kemseke, administré depuis la station de Stekene, est mis en service le 15 août 1875 par la Compagnie du chemin de fer d'Eecloo à Anvers (membre de la Société générale d'exploitation de chemins de fer (SGE) sur la section de Saint-Gilles à Moerbeke-Waes.
En 1878, les Chemins de fer de l'État belge (future SNCB) reprennent la ligne et notent que Kemseke est uniquement utilisable pour le trafic des voyageurs et des bagages. Elle est dotée en 1895 d'une voie de garage et de toutes les installations (voie de garage, quai, pont à peser, gabarit , etc.) pour le transport des marchandises. Le bâtiment de la gare pourrait avoir été érigé à ce moment.
La SNCB supprime les trains de voyageurs entre Saint-Gilles et Zelzate (rive droite) le 18 mai 1952 et, l'année suivante, la section de ligne entre Kemzeke et Saint-Gilles-Waes est désaffectée. Des trains de marchandises arrivant par Moerbeke continuent à desservir la cour de la gare de Kemzeke jusqu'en 1970.
La voie est démontée en 1974. Entre les années 1980 et 2000, un chemin asphalté a été réalisé le long de l'ancien chemin de fer.

## Patrimoine ferroviaire
L'aile subsistante du bâtiment des recettes construit vers 1895 a été détruit par un incendie en 2014 et remplacée par une nouvelle maison. L'aile de quatre travées accueillant la salle d'attente et le magasin des colis a disparu auparavant.
Dans le prolongement du bâtiment des recettes se trouvait une maison de garde-barrière de deux travées à étage bas qui a pu exercer les fonctions de halte à l'origine (elle portait un panneau avec le nom de la gare).
En 2009, l'aspect du bâtiment s'établit comme suit : le corps de logis à étage et l'aile de service en « L » ont été transformées durant la seconde moitié du XXe siècle avec de nouvelles fenêtres et matériaux. Un bâtiment de la banque Crelan (Crédit Agricole) a remplacé l'aile de droite et la maison de passage à niveau.